# (4014) Heizman
(4014) Heizman est un astéroïde de la ceinture principale.

## Description
(4014) Heizman est un astéroïde de la ceinture principale. Il fut découvert le 28 septembre 1979 à Naoutchnyï par Nikolaï Tchernykh. Il présente une orbite caractérisée par un demi-grand axe de 3,42 UA, une excentricité de 0,03 et une inclinaison de 1,1° par rapport à l'écliptique.

## Compléments